# 天市右垣一
天市右垣一 (β Her / 武仙座 β / 武仙座 27 / 河中)的固有名稱是Kornephoros，是武仙座最亮的恆星，它的視星等在2.76至2.81等之間變動著。
雖然以肉眼觀看它是一顆單獨的恆星，但是W. W. Campbell(坎貝爾)在1899年7月使用分光鏡測量出他朝向太陽的徑向速度會變化，結論是它是兩顆星組成的聯星。在1908年，從額外的光譜測量出聯星的軌道。
在帕洛馬山天文台，Antoine Labeyrie和其他海爾望遠鏡斑點干涉儀的使用者在1977年分析出這個系統。依巴谷衛星觀測主星相對於伴星的軌道運動，使用這些測量連同光譜的資料，在2005年計算出軌道。這個系統的週期大約是410天。
聯星中的主星是一顆G-型巨星。

## 命名和語源
天市右垣一的西方固有名稱Kornephoros源自希臘，意思是"club bearer"和Rutilicus，對應到拉丁文的單詞titillicus，意思是"腋窩"。

## 光學的伴星
天市右垣一是一顆雙星，CCDM J16302+2129B，伴星的視星等大約是10.7等。它可能是一對光學雙星，而非被河中束縛住的物理雙星I。